# Koelnmesse

Köln Messe (Logo bis 2002)

Die Koelnmesse ist eine international tätige Messegesellschaft mit Sitz in Köln. Die Koelnmesse organisiert und betreut jedes Jahr rund 80 Messen, Ausstellungen und Gastveranstaltungen. Bis zu 2000 Tagungen und sonstige Veranstaltungen finden jährlich während und außerhalb der Messen in den Kongresszentren der Koelnmesse und weiteren Orten statt.
Vorsitzender der Geschäftsführung und damit Messechef ist seit 1. März 2008 Gerald Böse. Neben ihm sind Oliver Frese und bis 2022 Herbert Marner Mitglieder der Geschäftsführung.
An der Koelnmesse GmbH hält die Stadt Köln 79,07 % und das Land NRW 19,99 %. Die restlichen 0,94 % werden von Industrie-, Handels- und Handwerkskammern sowie Wirtschafts- und Handelsverbänden der Region gehalten.

## Geschichte
Köln war bereits im Mittelalter eine bedeutende Messestadt. Die erste Ostermesse fand hier bereits im Jahre 967 statt. Vorbild für die Messen der Neuzeit war die Kölner Werkbundausstellung vom Mai 1914. Auf Betreiben der Handwerkskammer zu Köln wurde 1916 die „Kölner Musterausstellungs-GmbH“ gegründet, die Vorstufe der heutigen Messegesellschaft. Die erste staatliche Anerkennung als Messestadt konnte Köln auf der Reichsmessekonferenz im Februar 1920 erringen. In der Stadtverordnetenversammlung vom 8. April 1920 wurde auf Initiative des Kölner Oberbürgermeisters Konrad Adenauer das Messeprojekt für die geplante „Rheinische Musterschau“ ausführlich präsentiert. Am 2. März 1922 genehmigte die Stadtverordnetenversammlung, „dass am Deutzer Ufer, auf dem Gelände der ehemaligen Werkbundausstellung, Gebäude zu Versammlungs-, Ausstellungs- und Messezwecken“ mit einer Grundfläche von 30.000 m² errichtet werden sollten; der Grundstein wurde am 21. Juni 1922 gelegt. Hans Verbeek (Leiter des städtischen Hochbauamtes) und Hans Pieper planten die Messehallen mit Baukosten von 150 Millionen Reichsmark. Nach nur elf Monaten Bauzeit waren im Mai 1923 alle Arbeiten für das neue Ausstellungsgelände abgeschlossen. Die Eröffnung fand am 11. Mai 1924 mit der Kölner Frühjahrsmesse als erster Messe in Anwesenheit von Reichspräsident Friedrich Ebert und Reichskanzler Wilhelm Marx statt. Diese Gründung war Teil des Planes, Kölns einstige wirtschaftliche Vormachtstellung im Rheinland zurückzugewinnen. Die erste Messe erfüllte dieses Ziel mit 600.000 Besuchern und 2.800 Ausstellern, während die Leipziger Frühjahrsmesse des Jahres 1924 lediglich 176.500 Besucher zählte. Die endgültige Ausstattung des Messegeländes und dessen Erweiterung erfolgte bis 1928 durch Adolf Abel; er umbaute die Messehallen und ergänzte sie um den Messeturm, die Rheinhallen, das „Staatenhaus“ und eine Gartenanlage. Dies erfolgte rechtzeitig zur Ausstellung Pressa: In 6 Monaten Ausstellungszeit dieser international beachteten Zeitungs- und Kommunikationsmesse kamen ab dem 12. Mai 1928 insgesamt 5 Millionen Besucher. 1.500 Aussteller (davon 1.000 aus Deutschland) aus 43 Ländern sorgten für ein internationales Medienereignis. Die Messehallen boten hierfür eine Ausstellungsfläche von 66.500 m².

### Zeit des Nationalsozialismus

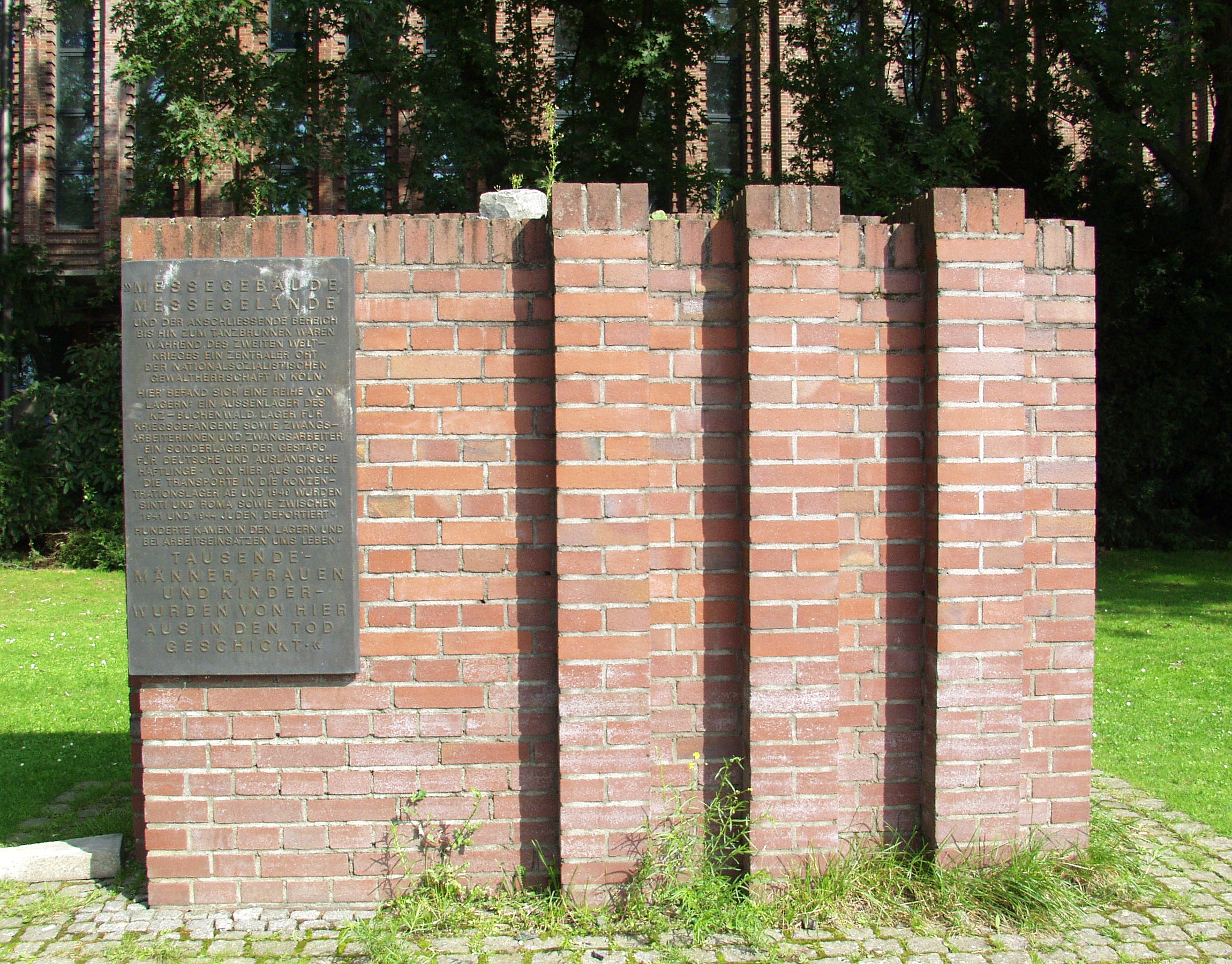
Mahnmal

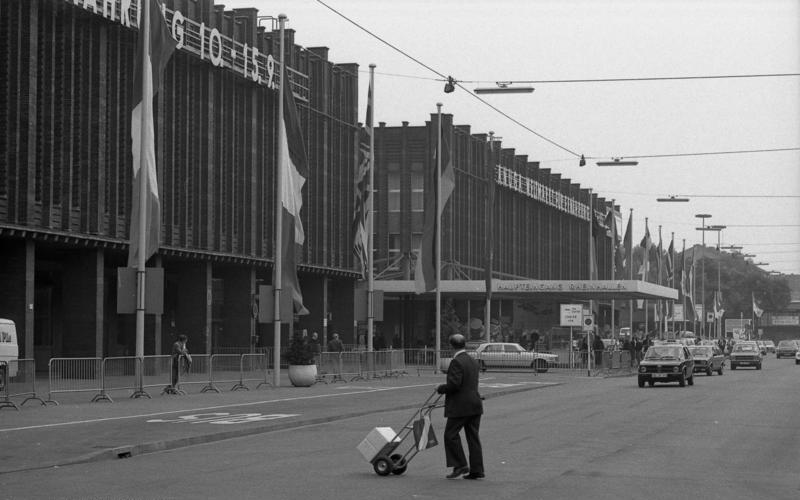
Ehemaliger Eingang der Messehallen, Stand 1977 während der Anuga

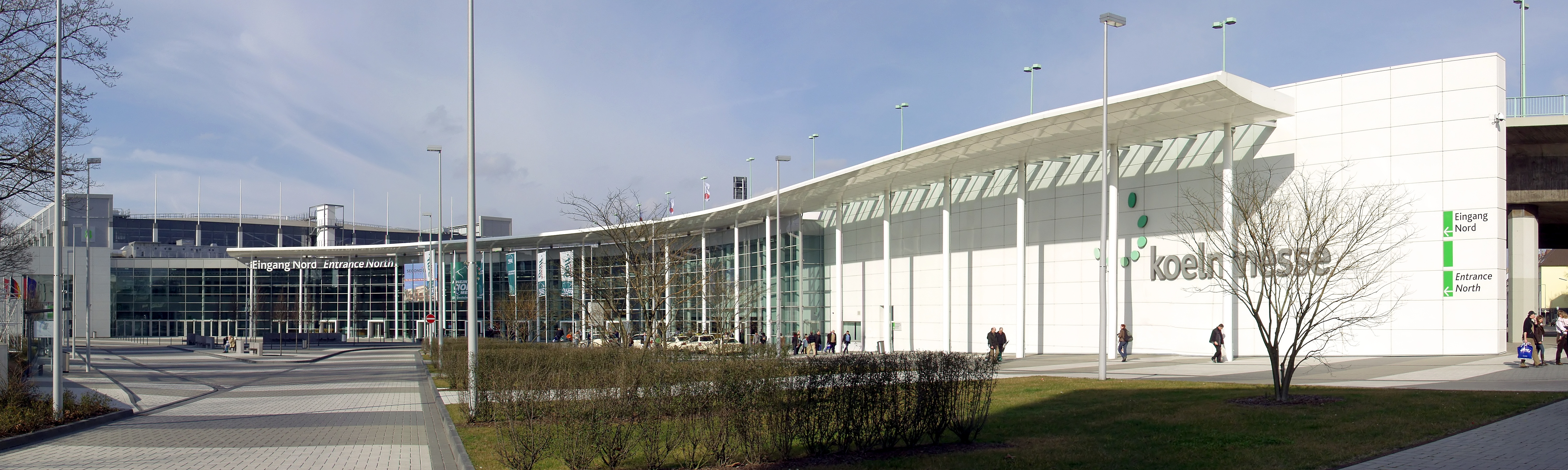
Eingang zu den Nordhallen

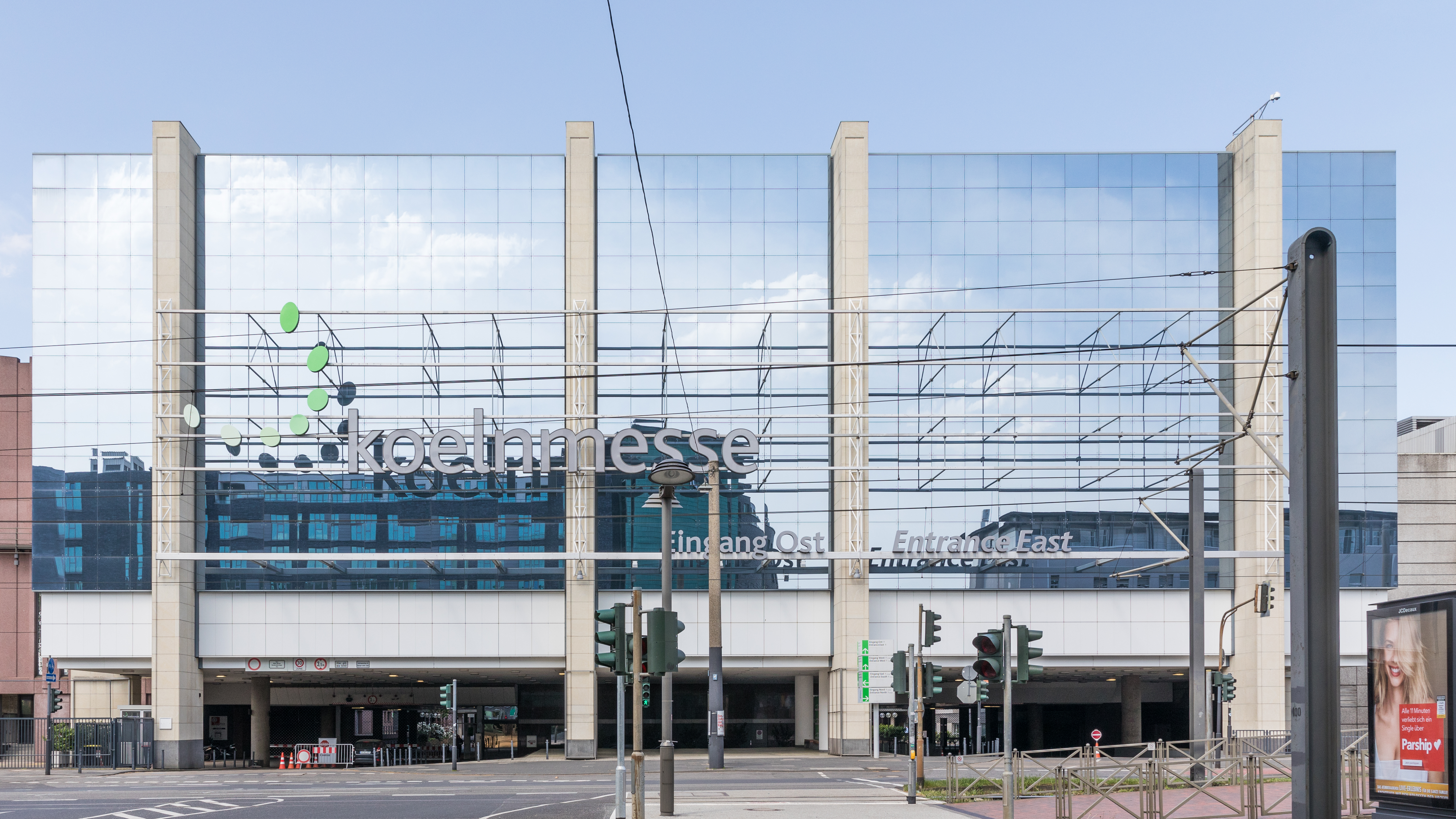
Osteingang, Stand 2018

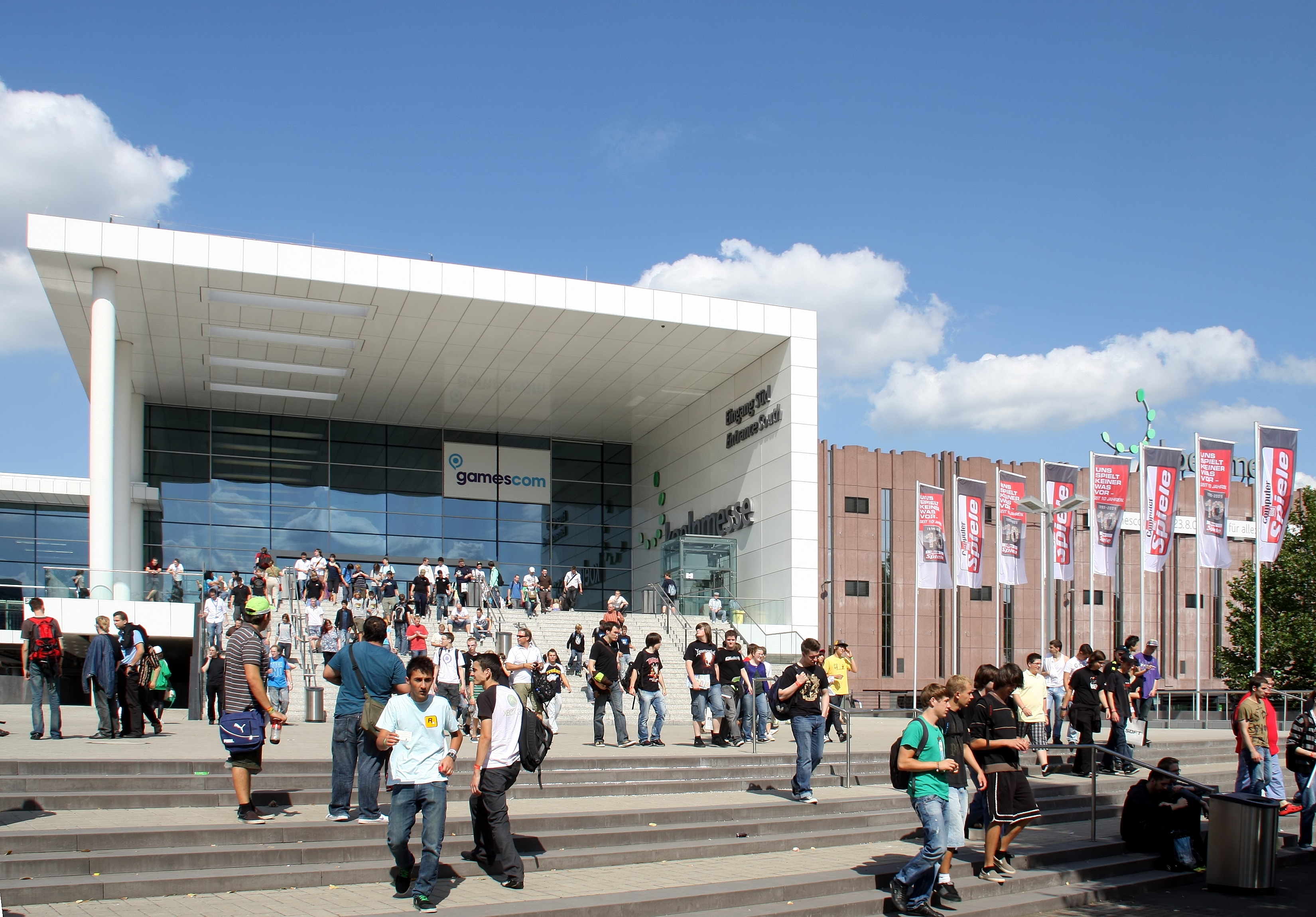
Südeingang, Stand 2009

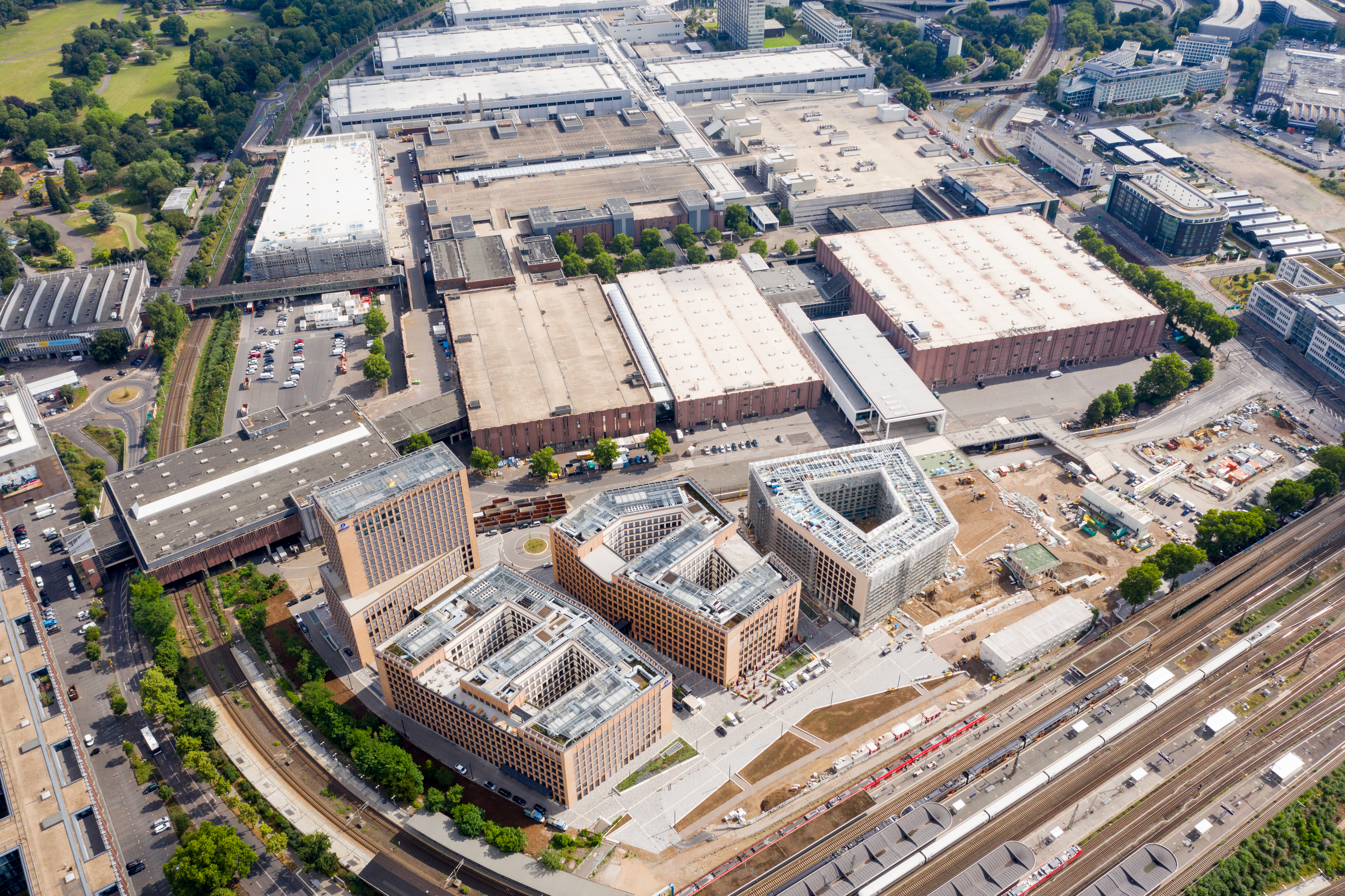
Heutiges Messegelände mit Bahnhof Messe/Deutz (unten), MesseCity im Bau, Osthallen (Bildmitte) und Nordhallen (Hintergrund), Stand 2020

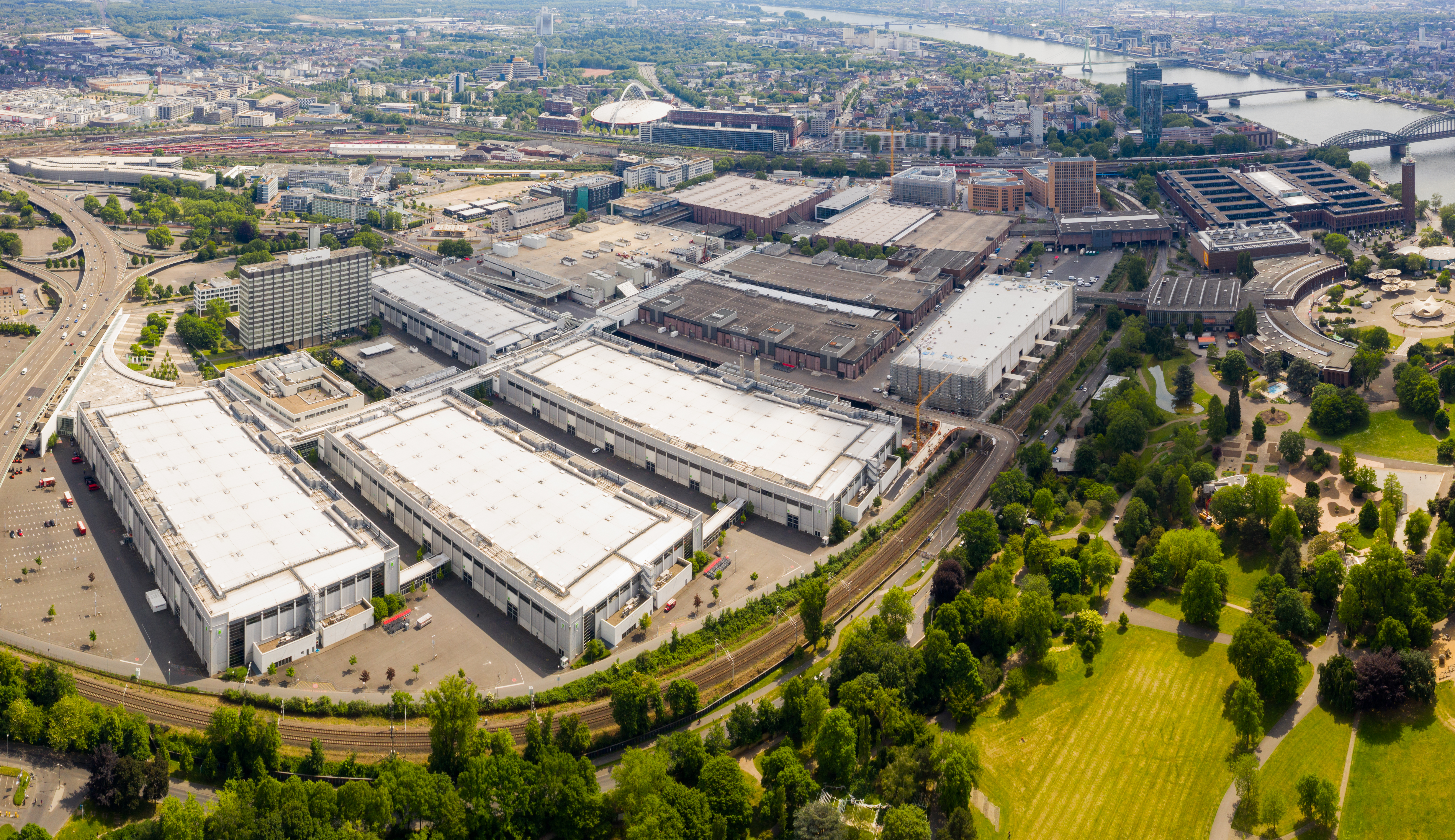
Luftbild des Messegeländes, vom Rheinpark aus gesehen

In der Zeit des Nationalsozialismus wurden die Messehallen häufig für messefremde Zwecke missbraucht. Bereits kurz nach der Machtergreifung sprach hier Adolf Hitler am 19. Februar 1933 auf einer Wahlkundgebung der NSDAP. Vom 22. bis 30. April 1933 fand hier die „Deutsche Woche“ unter dem Titel „Denk deutsch – kauf deutsch“ statt. Es folgten Messen, die die Vorstellungen der Nationalsozialisten von einer „gesunden Rasse“ spiegelten. Im Oktober 1939 internierte die Wehrmacht in den Messehallen polnische Kriegsgefangene, im Mai 1940 folgten französische. Ab Mai 1940 wurden die Hallen als Zwischenlager für Juden sowie Sinti und Roma genutzt, die von Köln aus nach Polen deportiert wurden. Außerdem wurden dort Zwangsversteigerungen von jüdischem Eigentum vorgenommen, das die Deportierten in ihren Wohnungen zurücklassen mussten. Das Mahnmal zum Messelager am Fuß des Messeturms erinnert an die Zweckentfremdung des Messegeländes während des Nationalsozialismus. Im November 1941 war das Deutzer Messegelände zu einem Sammel- und Auffanglager umfunktioniert worden. Im Juni 1942 wurde der Messebetrieb komplett eingestellt. Der Initiator der Messe, Konrad Adenauer, wurde am 23. August 1944 von der Gestapo im Zusammenhang mit Verdächtigungen wegen des Hitler-Attentats verhaftet und in das „Arbeitserziehungslager Messe Köln“ gebracht, am 25. September 1944 in das Zuchthaus Brauweiler überführt, dort am 26. November 1944 wieder entlassen.

### Nach dem Krieg
In Köln, international seit Jahrzehnten als Messestadt etabliert, begann am 14. September 1947 nach dem Zweiten Weltkrieg auf notdürftig repariertem Gelände die Kölner Herbstmesse. Die 450 inländischen Aussteller verzeichneten 60.000 Gäste, welche sich über die erste Nachkriegsproduktion informieren wollten. Köln war damit nach Leipzig (Mai 1946) und Hannover (August 1947) die dritte deutsche Großstadt, die eine erste Nachkriegsmesse mit überregionaler Ausstrahlung organisieren konnte. Der in Deutschland einsetzende Wirtschaftsaufschwung reflektierte auch auf die Kölner Messen. Am 6. Mai 1950 eröffnete die erste Photokina, am 6. Oktober 1951 folgte nach 14-jähriger Unterbrechung die Anuga. Weitere Messen von internationalem Rang folgten. Im Jahr 1956 wurde wieder das Ausstellungsvolumen der Vorkriegszeit von 66.000 m² erreicht, 1974 stand eine Ausstellungsfläche von 159.000 m² zur Verfügung, am 17. August 1967 wurde die neue Halle 13 ihrer Bestimmung übergeben. 1977 stieg die Ausstellungsfläche durch die Ost-Hallen auf 203.000 m².
Die bisherige Messe- und Ausstellungsgesellschaft mbH firmierte im Oktober 2000 in KölnMesse GmbH um. Die Gebäude der Rheinhallen wurden noch bis Juli 2005 von der Koelnmesse genutzt und dann vorzeitig von der Stadt Köln zurückgekauft. Die Messeverwaltung zog im August 2005 in das Hochhaus der ehemaligen Klöckner-Humboldt-Deutz AG. Im Rahmen eines Masterplan2006 stellte die kölnmesse ihr Konzept eines an anderer Stelle neu zu errichtenden Messe- und Kongresszentrums vor, das in einer Bauzeit von 16 Monaten mit 11 Hallen auf 284.000 m² Fläche bis zum 16. Januar 2006 rechtzeitig zur Internationalen Möbelmesse realisiert wurde. In den leerstehenden Rheinhallen entstand bis Mai 2010 innerhalb der historischen Backsteinfassade ein Bürokomplex für RTL Deutschland und Teile der 2006 vom Talanx-Versicherungskonzern übernommenen HDI-Gerling Versicherung. Vom 6. bis 10. Juni 2007 fand auf dem Gelände der Koelnmesse ein Großteil der Veranstaltungen zum 31. Deutschen Evangelischen Kirchentag statt.

## Lage und Gelände

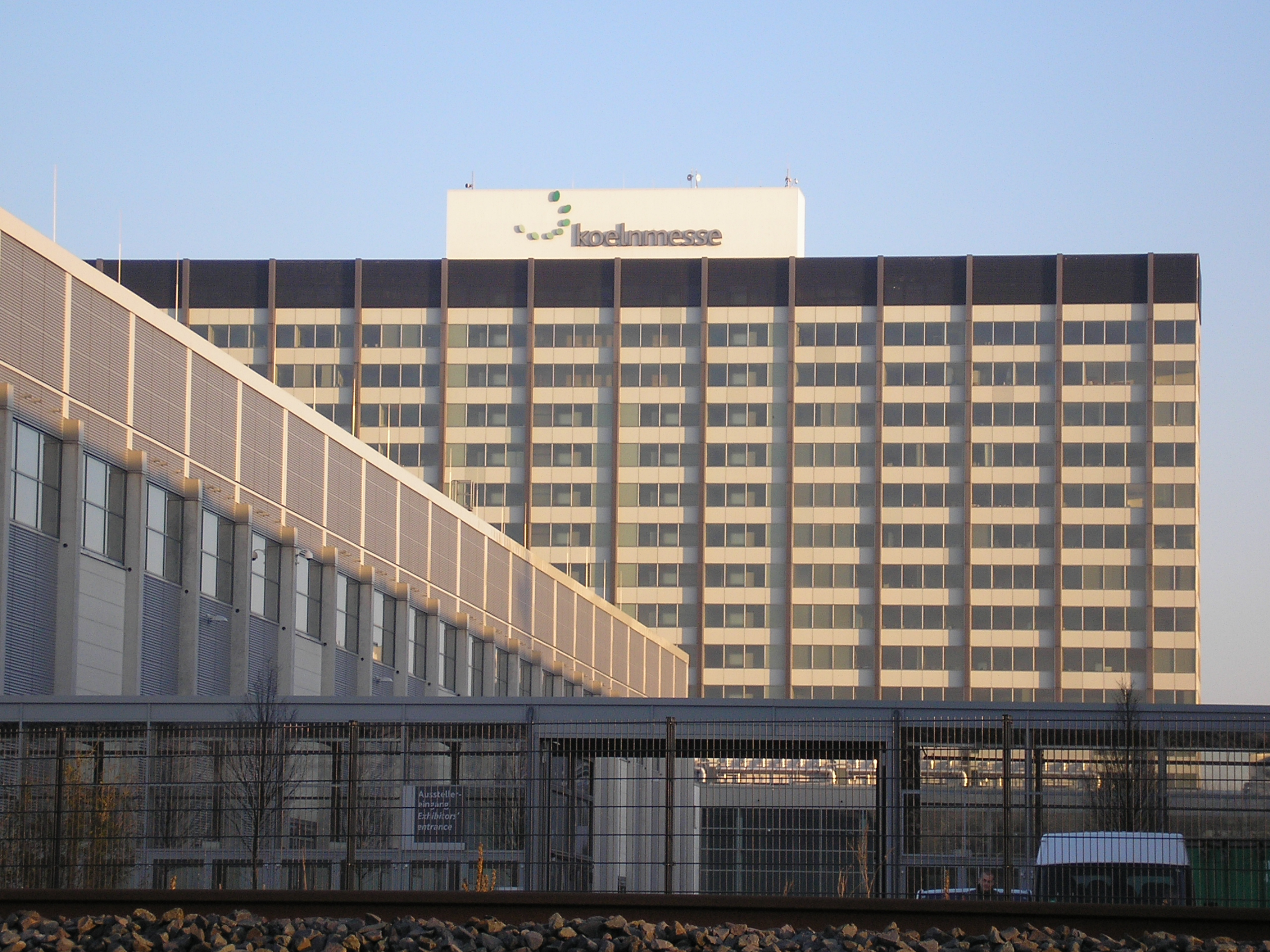
Verwaltung der Kölnmesse im ehemaligen, 61 Meter hohen KHD-Hochhaus (Januar 2009)

Das Gelände der Koelnmesse befindet sich größtenteils im rechtsrheinischen Stadtteil Deutz, also in der Kölner Innenstadt, weshalb sich die Messe als Citymesse im Herzen Europas bezeichnet. Die Messe ist über den Bahnhof Köln Messe/Deutz an den S-Bahn-, Regional- und Fernverkehr angeschlossen, wobei auch der linksrheinische Hauptbahnhof nur knapp 1 Kilometer entfernt ist. Die Fahrzeit mit der Bahn zum Flughafen Köln/Bonn beträgt 11 Minuten, mit dem ICE zum Flughafen Düsseldorf 28 Minuten und zum Flughafen Frankfurt 48 Minuten. Mit vier Linien an zwei Haltestellen ist die Messe auch mit der Stadtbahn erreichbar.
| Linie | Verlauf / Anmerkungen | Takt (Mo–Fr) |
| ----- | --- | ------------ |
| 1     | Weiden West – Junkersdorf – Rheinenergiestadion – Müngersdorf – Braunsfeld – Aachener Str./Gürtel – Moltkestraße – Rudolfplatz – Neumarkt – Heumarkt – U Bf. Deutz/Messe – U Deutz Technische Hochschule – U Kalk Post – U Kalk Kapelle – U Fuldaer Straße – U Sportpark Höhenberg – Merheim – Brück – Lustheide – Refrath – Kippekausen – Frankenforst – Neuenweg – Kölner Str. – Im Hoppenkamp – U Bensberg       | 10 min       |
| 3     | Thielenbruch – Dellbrück – Holweide – Buchheim – Buchforst – Koelnmesse – Bf. Deutz/Lanxess Arena – U Severinstraße – U Poststraße – U Neumarkt – U Appellhofplatz (Breite Straße) – U Friesenplatz – U Hans-Böckler-Platz/Bahnhof West – U Piusstraße – U Körnerstraße – U Venloer Straße/Gürtel (Bf. Ehrenfeld) – U Leyendeckerstraße – U Rochusplatz – U Akazienweg – Bocklemünd – Mengenich – Görlinger-Zentrum | 10 min       |
| 4     | Leverkusen-Schlebusch – Köln-Dünnwald – Höhenhaus – Mülheim Wiener Platz – Koelnmesse – Bf. Deutz/Lanxess Arena – U Severinstraße – U Poststraße – U Neumarkt – U Appellhofplatz (Breite Straße) – U Friesenplatz – U Hans-Böckler-Platz/Bahnhof West – U Piusstraße – U Körnerstraße – U Venloer Straße/Gürtel (Bf. Ehrenfeld) – U Leyendeckerstraße – U Rochusplatz – U Akazienweg – Bocklemünd                   | 10 min       |
| 9     | Sülz – Zülpicher Straße/Gürtel – Universität – Dasselstraße/Bahnhof Süd – Zülpicher Platz – Neumarkt – Heumarkt – U Bf. Deutz/Messe – U Deutz Technische Hochschule – U Kalk Post – U Kalk Kapelle – U Vingst – Ostheim – Rath/Heumar – Königsforst | 10 min       |

Das Areal teilt sich in zwei Hallenkomplexe auf, die „Osthallen“ – Erweiterungen aus den 1960er- bis 1980er-Jahren – und die im Januar 2006 eröffneten „Nordhallen“. Diese befinden sich auf dem damaligen Werksgelände der Deutz AG (vormals KHD genannt) und der benachbarten ehemaligen Kölner Sporthalle. Als Sitz der Messeverwaltung wird seit 2005 das denkmalgeschützte frühere KHD-Hochhaus genutzt, welches unmittelbar am neuen Nordeingang liegt und heute Messehochhaus genannt wird. Seit 2017 bis voraussichtlich 2025 wird die MesseCity gebaut, in dessen Zuge auch der Südeingang überarbeitet und mit einem Messebalkon neu gestaltet wird.

## Bedeutung
Die Koelnmesse ist ein wichtiger Faktor für die Wirtschaft Kölns und den Wirtschaftsstandort Köln. Die Ausgaben der Aussteller und Besucher generieren jährlich 2,02 Milliarden Euro Umsatz bundesweit. Rund 12.000 Vollzeitarbeitsplätze hängen allein in Köln vom Messegeschäft direkt oder indirekt ab, insgesamt sind es mehr als 18.500. Die Hälfte der Übernachtungsgäste in Köln sind Kongress- oder Messeteilnehmer aus aller Welt.
Die Koelnmesse organisiert jedes Jahr rund 80 Messen, Ausstellungen, Gastveranstaltungen und Corporate Events im In- und Ausland. Für mehr als 25 Branchen stellen diese Veranstaltungen die Weltleitmessen dar, wie z. B. die Anuga. Mit annähernd 400.000 m² Hallen- und Außenfläche (Stand: Juli 2025) ist die Koelnmesse die drittgrößte Messe in Deutschland und gehört zu den Top Ten weltweit. Insgesamt nehmen rund 2,5 Millionen Besucher aus mehr als 220 Nationen und über 49.000 ausstellende Unternehmen aus 129 Ländern an den Messen und Veranstaltungen der Koelnmesse teil. Das Gelände bietet Kapazitäten für Tagungen mit über 19.500 Teilnehmern und den Rahmen für Kongresse mit begleitenden Ausstellungen.
Die wirtschaftlichen Einbußen infolge der Pandemie 2020 waren gravierend. Die Koelnmesse erzielte einen Umsatz von 94,3 Millionen Euro im Jahr 2020. Mit 412,7 Millionen Euro hatte sie 2019 den bis dato höchsten Umsatz ihrer Geschichte erreicht und den bisherigen Höchstwert aus dem Jahr 2017, der 357,9 Millionen Euro betrug, deutlich übertroffen.
2024 blickt die Koelnmesse auf ein erfolgreiches Messejahr zurück: Mit einem Umsatz von 365,8 Millionen Euro, einem Gewinn von 21,3 Millionen Euro und insgesamt 76 Veranstaltungen in Köln und weltweit konnte das Unternehmen seine Position als einer der führenden internationalen Messeveranstalter weiter festigen.

## Wichtige Messen und Kompetenzfelder
- Anuga
- Anuga FoodTec
- ART COLOGNE
- bis 2022: Cologne Fine Art & Antiques[25]
- Comic Con Experience (CCXP COLOGNE)
- didacta
- dmexco
- FIBO
- gamescom
- imm cologne
- INTERMOT Köln
- interzum
- Internationale Dental-Schau (IDS)
- Internationale Süßwarenmesse (ISM Cologne)
- Kind + Jugend
- Orgatec
- spoga+gafa

## Kritik und Untersuchungen zum Bau Messehallen Nord
Ein Vertrag vom 7. Dezember 2004 zwischen der Josef Esch Fonds Projekt GmbH (JEFP) und der SK-Kapitalbeteiligungs GmbH (SBK) – einer Tochter der Stadtsparkasse Köln – sicherte dieser – im Vorfeld des Messeneubaus – ein Honorar von 9,9 Millionen Euro für den Fall zu, dass der Fonds zum Zuge komme. Am 18. Dezember 2003 entschied sich die Stadt Köln für eine Lösung, bei der Oppenheim-Esch zum Zuge kam. Die Kölnmesse verkaufte daraufhin noch am 18. Dezember 2003 im Rahmen eines PPP-Vertrages ein für den Neubau von vier Messehallen benötigtes Grundstück zu einem Preis von 67,4 Millionen Euro an den Oppenheim-Esch-Fonds. Während der Grundsteinlegung der Messe-Nordhallen im September 2004 nannte der Bauunternehmer die Bausumme von 140 Mio. €, die vier Messehallen verursachten jedoch tatsächliche Baukosten von 235 Millionen Euro. Am 6. August 2004 schloss die Stadt Köln mit Oppenheim-Esch einen Vertrag mit der Bezeichnung „Mietvertrag über die Anmietung eines Grundstücks mit vier Messehallen“, in dem die Stadt Köln für 30 Jahre ein Nutzungsrecht an dem Baugrundstück und den darauf zu errichtenden Bauwerken erhielt. Der monatliche Mietzins betrug 1,725 Millionen Euro (jährlich 20,7 Millionen Euro). In einem Vertrag vom 11. August 2004 mit der Bezeichnung „Untermietvertrag über die Anmietung eines Grundstücks mit vier Messehallen“, dessen Wortlaut weitgehend mit dem des Hauptvertrags übereinstimmt, wurde der Kölnmesse von der Stadt Köln die Nutzung der im Hauptvertrag beschriebenen zu errichtenden Bauwerke überlassen. Die Fondsgesellschaft der Investoren erhielt hierdurch langfristig sichere Mietzahlungen, und zwar abgesichert durch eine von der Stadt Köln übernommene faktische Mietgarantie vom August 2004. Sie sicherte dem Fonds überhöhte Mieten von 20,7 Millionen Euro jährlich mit einer Laufzeit von 30 Jahren. In den folgenden Monaten weitete sich der Skandal aus. Es wurde bekannt, dass es deutlich günstigere Angebote und Baualternativen gegeben hätte. Bis zu 360 Mio. € an öffentlichen Geldern seien unnötig ausgegeben worden. Die Messehallen waren am 1. Dezember 2005 fertiggestellt, am 16. Januar 2006 fand die offizielle Eröffnung mit der Internationalen Möbelmesse in den neuen Gebäuden statt.
Im August 2005 leitete die Kölner Staatsanwaltschaft unter anderem gegen Oberbürgermeister Fritz Schramma (CDU) Ermittlungen wegen Untreue ein. Im Oktober 2006 gab die EU-Kommission bekannt, dass sie Klage gegen die Stadt Köln wegen Verstoßes gegen das europäische Vergaberecht beim Europäischen Gerichtshof (EuGH) einreichen werde. Im Oktober 2009 stellte der EuGH die Rechtswidrigkeit der Vergabe des Messebaus an den Oppenheim-Esch Immobilienfonds fest. Damit hatte die Stadt Köln gegen das in Art. 7 Abs. 4 und Art. 11 Richtlinie 93/37/EWG vom 14. Juni 1993 kodifizierte EU-Vergaberecht verstoßen und ist zur Rückabwicklung oder Schadenstragung verpflichtet.
Die EU-Kommission wäre nun berechtigt gewesen, eine dreistellige Millionenstrafe zu verhängen, falls die Stadt Köln keine Konsequenzen eingeleitet hätte. In der Folge berief die Stadt Köln sich gegenüber der Grundstücksgesellschaft auf die Nichtigkeit des Vertrags, sprach hilfsweise die außerordentliche Kündigung aus und stellte die Mietzahlungen ein, woraufhin die Grundstücksgesellschaft die Kündigung wegen Mietrückständen aussprach. Mit Beschluss vom 26. April 2012 stellte die EU-Kommission das Verfahren endgültig ein, da das vom EuGH beanstandete Vertragsverhältnis nicht mehr bestand. Damit entfielen auch mögliche Strafzahlungen. Das Oberlandesgericht Köln wies die im Urkundsprozess verfolgten Mietzins- und Nutzungsentschädigungsansprüche mit Rücksicht auf das europäische Vergaberecht ab.
Laut Medienberichten vom Anfang 2016 stehen Stadt Köln, der Fonds und die Koelnmesse vor der Unterzeichnung einer Vergleichsvereinbarung – nach den noch ausstehenden Abstimmungen mit verschiedenen Gremien und der Europäischen Kommission.
Auf Druck der CDU wurde der für diesen Vorgang verantwortliche ehemalige Oberbürgermeister Schramma, gegen den immer noch ein Verfahren wegen Untreue in Sachen Messebau der Staatsanwaltschaft Köln läuft, von dem von CDU und FDP dominierten Stadtrat in den Aufsichtsrat der Messe gewählt. Wegen öffentlicher Kritik nahm Schramma den Posten jedoch nicht an.
Am 7. November 2019 gab der Rat der Stadt Köln den Auftrag, eine „wissenschaftliche Aufarbeitung der Vergabe zum Bau der Messehallen Nord sowie der Firmenansiedlungen in den „alten Messhallen“ über das öffentliche Ratsinformationssystem in geeigneter Form zu veröffentlichen“. Am 11. August 2020 erfolgte die Veröffentlichung als PDF-Datei (Graeff-Bericht).